# 安蘇馬車鉄道
安蘇馬車鉄道（あそばしゃてつどう）とは、かつて栃木県に存在した馬車鉄道である。輸送能力増強のために蒸気機関車を用いる佐野鉄道（さのてつどう）に改変されたが、東武鉄道に合併され、佐野線の一部となった。

## 安蘇馬車鉄道

### 設立
1887年（明治20年）4月に湧井藤七（元栃木県会議員）・内田熊五郎（呉服太物商）・吉沢浅太郎（葛生銀行頭取）が葛生から佐野町を経て越名へ至る「葛生鉄道」を計画し、必要資金（資本金）を約20万円と概算した。ところがその年の秋には、蒸気機関車ではなく馬を動力にする安蘇馬車鉄道に計画変更して、資本金を8万円に減額した。まず葛生から佐野までの路線を建設し、その後で佐野から越名まで建設する計画だった。というのは同年5月に両毛鉄道が正式認可されたので、佐野で両毛鉄道に接続する可能性が出来たからである。1888年（明治21年）2月に安蘇馬車鉄道の創立願を提出し、同年5月9日免許が下り、5月18日株主総会を開催した。江戸時代から越名から川舟で物資を運ぶ輸送ルートが確立していたので、約40名の株主は佐野 - 越名間の早急な建設を決めたが、これで初期投資が多額になった。また内田熊五郎が社長に、湧井彦太郎が副社長に、吉沢浅太郎が取締役に就任した。株主は栃木県在住者が約86%で、安蘇郡在住者が過半数、内田熊五郎が筆頭株主（200株）で、石灰業者は経営が苦しかったせいで、吉沢兵左と蓼沼丈吉しか見当たらない。1888年（明治21年）9月26日に起工式、1889年（明治22年）9月1日に葛生 - 佐野間で運転を開始した。馬と馭者は戸田清平が請け負ったのだが、1889年（明治22年）12月末の収支では、支出全体の五割以上がその請負料で、利益は509円で営業係数は約73%だった。1889年（明治22年）7月に土地収用法が制定されると用地と植物代価が高騰したので、9月に臨時株主総会を開き、資本金を7000円増資してそのうちの6000円を用地買上げに当てることや、増資分は子株として現株主に割当てることを決議した。1890年（明治23年）1月25日に佐野 - 越名間が開業して全通した。1月から4月の収支では、直営にした馬と馭者の維持費とくに飼料代が嵩んだので、収入だけでなく支出も増加したので営業係数が89%に悪化した。

### 借金依存体質
両毛鉄道を跨ぐ横断橋建設費・用地買上費・英国製レール購入費のせいで興業費が5650円超過したので、その解消と、増備貨車購入・荷物小屋工事・複線工事・客車と馬と馬具の増騰分・地代残金・仕掛工事残金・負債の利息資金に必要な5700円と準備金1650円を捻出するために、13000円（520株）を増資して資本金を10万円にする計画を立てたが、1890年（明治23年）5月21日の臨時株主総会で、増資株と残株の合計1524株を額面の三割引で株主に割当てて、割引による不足資金は長期借入金で穴埋めすることを決定した。これで会社は借金依存体質になった。1891年（明治24年）4月29日の臨時株主総会では、残株291株を株主には四割引で発行し、株主以外には三割引で発行することを決めたが、その割引分は借金に依存したので経営を圧迫して、借金の利息が純益を上回るようになった。このような借金依存を粉飾するために配当の半額を借金返済に当てたが、1891年（明治24年）4月 - 9月期から無配に転落し、1892年（明治25年）5月には借入金が約25700円で年利が約2600円になり、経営が窮地に陥った。

### 浅野セメントと輸送契約
前身の官営深川セメント製造所が葛生から原料を調達していた関係で、浅野総一郎が経営する浅野セメントが葛生（大叶）に石灰石採掘場を開設した。採掘された石灰石は安蘇馬車鉄道で葛生から越名まで輸送され、そこで川舟に積み替えて江戸川・小名木川をへて東京深川の浅野セメント工場に運ばれることになった。浅野セメントから融資された6000円で安蘇馬車鉄道が軌道を採掘場まで延長し、運賃から三分の一を差し引く形でその借金を返済し、利息の代わりに輸送賃を一割引きにする、また、一日あたり最低一万貫目を輸送するという契約を締結した。1890年（明治23年）4月1日から浅野セメントの石灰石輸送が始まると、貨物収入が三倍以上になった。肥料用の石灰の輸送は5、6月・10、11月の需要期に偏っていたが、セメント用の輸送は年間通して安定していた。安蘇馬車鉄道は馬29頭・貨車22輛・客車4輛を所有していたが肥料用石灰の需要期には、能力不足で貨物が山積みになった。貨物が少ない時期には半分の馬しか働いていなかったが飼育費はかかった。そのうえ、上流の足尾銅山で、山林乱伐と排気ガスで山に木がなくなったせいで、1890年（明治23年）8月から9月にかけて越名の洪水で二週間以上輸送が止まった。1892年（明治25年）には洪水で11日間輸送が止まった。そのせいで浅野セメントと損害賠償の民事訴訟になった。平時でも一日に9000貫目程度が安蘇馬車鉄道の輸送力の限界だったのに、1892年（明治25年）頃から七輪窯による近代的焼成法が採用されて肥料用石灰の生産も増加した。そこで岩下善七郎たちは、小規模だが蒸気機関車を用いていた伊予鉄道を視察して、馬を機関車に変えることを提案し、1892年（明治25年）9月16日の臨時株主総会で決定された。だが既に浅野セメントは安蘇馬車鉄道や川船に見切りをつけていた。江戸時代から葛生と競合していた石灰産地の青梅から、青梅鉄道によって石灰石を調達する準備を1891年から進めていた。

## 佐野鉄道
1893年（明治26年）4月に免許が下付されたので、蒸気鉄道への改築工事を始め、1894年（明治27年）3月20日に佐野鉄道として営業を開始したところ、荷が多い時期も滞貨しなくなった。しかし、1895年（明治28年）11月に青梅鉄道が全通すると浅野セメントは青梅を主な石灰石調達先にして、葛生の採掘場を吉沢兵左に売却し、葛生からは少量しか調達しなくなった。営業収入は1900年（明治33年）まで増加し続けたが、その後で激減し1904年（明治36年）にどん底になり、1904年（明治37年）以降は貨物量が急増した。1901年（明治34年）から業績が悪化していったので、打開策として1907年（明治40年）に佐野 - 館林間に新線を建設して東武鉄道に接続しようと計画したが、渡良瀬川を跨ぐ鉄橋工事に必要な40万円を調達できなくて断念した。しかし経営改善のために計画を復活し、1912年（明治45年）犬伏（佐野町） - 館林間の免許を取得したが、これが東武鉄道の計画と競合したために、同年7月に佐野鉄道は東武鉄道に合併された。越名河岸の貨物は1901年（明治34年）に佐野とほぼ同量であったが、1906年（明治39年）には佐野の四分の一になり、1917年（大正6年）3月に佐野 - 越名河岸間の区間が廃止された。